# هدى الصدة
هدى الصدة هي أستاذة في دراسات العالم العربي المعاصر في جامعة مانشستر، ورئيسة بالمشاركة في مركز الدراسات المتقدمة للعالم العربي (CASAW) في المملكة المتحدة، ومحرر مشارك في النسخة الإلكترونية لموسوعة المرأة والثقافة الإسلامية. كما أنها عضوة في مجلس الأستشاري للصندوق العالمي للمرأة، عضوة في المجلس الاستشاري لدورهام سلسلة اللغات الحديثة، عضوة مجموعة عمل العائلات العربية. هدى الصدة أيضَا أحد المؤسسين وتشغل حاليا منصب رئيسة مجلس أمناء مؤسسة المرأة والذاكرة.

قد عملت كأستاذة للأدب الإنجليزي والمقارن بكلية الآداب، جامعة القاهرة، وهي عضوة في هيئة تحرير المجلة الدولية لدراسات الشرق الأوسط (IJMES)،وهي عضوة في اللجنة الاستشارية مؤسسة آنا ليند الأورومتوسطية للحوار بين الثقافات، عضو سابق في المجلس القومي لحقوق الإنسان بمصر، عضو مجلس إدارة سابق بالمنظمة المصرية لحقوق الإنسان ، عضو سابق في الفريق الأساسي في تقرير التنمية الإنسانية العربية. وفي 1922 شاركت في تأسيس ومشاركة في تحرير هاجر؛ وهي مجلة متعددة التخصصات في الدراسات النسائية والتي نٌشرت بالعربية. فقد كَتَّبَت مقالات وحَرَّرَت كتب تتناول نقاشات النوع الاجتماعي في التاريخ العربي الحديث، بالأخص في أواخر القرن التاسع عشر وأوائل القرن العشرين. فأبحاثها تركز على نوع الجنس والثقافة في الشرق الأوسط، والكتابات النسائية العربية، والتاريخ الشفوي، والكتابة الأبداعية للمرأة، والأدب المقارن، والأدب عربي،والثقافة الشعبية.

## شهاداتها
- بكالوريوس آداب اللغة الإنجليزية، جامعة القاهرة
- ماجستير في اللغة الإنجليزية والأدب المقارن، الجامعة الأمريكية بالقاهرة.
- دكتوراة في آداب اللغة الأنجليزية، جامعة القاهرة.

## مؤسسة المرأة والذاكرة
شاركت هدى الصدة في تأسيس مؤسسة المرأة والذاكرة (WMF) عام 1996. فالمؤسسة مكونة من نساء أكاديمات وباحثات وناشطات اللَّواتي يسعين لإنتاج ونشر المعرفة الثقافية البديلة للمرأة في الثقافات العربية عبر التاريخ وفي الأدب المعاصر. فالمؤسسة تدعو إلى تعزيز المساواة بين الجنسين كإطار تحليلي للمساعدة في مكافحة الصور النمطية السلبية للمرأة العربية في المجال الثقافي. فطبقاً لموقعهم الألكتروني: "إن هدف المؤسسة على المدى الطويل من الْأبْحَاث المتخصصة هو إنتاج وتقديم معلومات ثقافية بديلة متاحة عن المرأة العربية التي يمكن استخدامها لرفع مستوى الوعي وتمكين المرأة.

## مجموعة من المنشورات المختارة

### الكتب
- Sadda، Hoda؛ وآخرون (2002). Madkhal ila qadaya al-mar’a fi sutur wa suwar [A beginner's guide to women's issues]. Cairo: مؤسسة المرأة والذاكرة. مؤرشف من الأصل في 2019-01-25.
- Sadda، Hoda (2012). Gender, nation, and the Arabic novel: Egypt, 1892-2008. Syracuse, New York: Syracuse University Press. ISBN:9780815632962.

### كتب قامت بتحريرها
- Sadda، Hoda؛ وآخرون (1998). Zaman al-Nisa’ wa al-Dhakira al-Badila [Women's Time and Alternate Memory]. Cairo: مؤسسة المرأة والذاكرة. مؤرشف من الأصل في 2019-01-25.
- Sadda، Hoda (2001). Min Ra’idat al-Qarn al-‘Ishriyn: Shakhsiyat wa Qadaya [Women Pioneers of the Twentieth Century: Critical Essays]. Cairo: مؤسسة المرأة والذاكرة. مؤرشف من الأصل في 2019-01-25.
- Sadda، Hoda (2004). ‘A’isha Taymur: tahadiyyat al-thabit wal mutaghayir fil qarn al tasi’ ‘ashar [Aisha Taymur: Challenges of Change and Continuity in the Nineteenth Century]. Cairo: مؤسسة المرأة والذاكرة. مؤرشف من الأصل في 2019-01-25.
- Sadda، Hoda (2007). Al-Fatah li Sahibatiha Hind Nawfal 1892-1892. Cairo: مؤسسة المرأة والذاكرة. مؤرشف من الأصل في 2019-01-25.
- Sadda، Hoda (2010). ‘Intaj al-Ma’rifa ‘an al-‘Alam al-‘Arabi [Mapping the Production of Knowledge on the Arab World. Proceedings of a conference held in Cairo in July 2007]. Cairo: The Supreme Council of Culture. مؤرشف من الأصل في 2019-01-25.

### مقالات
- Sada، Huda (1999). "al-Mar'a wa al-Thakira: Hoda Elsadda Muqabala" [Women and memory (an interview with Hoda Elsadda)]. Alif: Journal of Comparative Poetics, special issue: Gender and Knowledge: Contribution of Gender Perspectives to Intellectual Formations. JSTOR for Department of English and Comparative Literature, الجامعة الأمريكية بالقاهرة. ج. 19: 210–230. DOI:10.2307/521935. JSTOR:521935. مؤرشف من الأصل في 2020-07-27. {{استشهاد بدورية محكمة}}: الوسيط |ref=harv غير صالح (مساعدة)صيانة الاستشهاد: postscript (link)
- Elsadda، Hoda (2006). "Gendered citizenship: discourses on domesticity in the second half of the nineteenth century". Hawwa: Journal of Women of the Middle East and the Islamic World. Brill Publishers. ج. 4 ع. 1: 1–28. DOI:10.1163/156920806777504562. مؤرشف من الأصل في 2022-12-22. {{استشهاد بدورية محكمة}}: الوسيط |ref=harv غير صالح (مساعدة)صيانة الاستشهاد: postscript (link)
- Elsadda، Hoda (Spring 2007). "Imaging the "new man": gender and nation in Arab literary narratives in the early twentieth century". Journal of Middle East Women's Studies. Duke University Press. ج. 3 ع. 2: 31–55. DOI:10.2979/mew.2007.3.2.31. JSTOR:10.2979/mew.2007.3.2.31. مؤرشف من الأصل في 2020-07-27. {{استشهاد بدورية محكمة}}: الوسيط |ref=harv غير صالح (مساعدة)صيانة الاستشهاد: postscript (link) Pdf.
- Elsadda، Hoda (2008)، "Egypt"، في Ashour، Radwa؛ Ghazoul، Ferial J.؛ Reda-Mekdashi، Hasna (المحررون)، Arab women writers a critical reference guide, 1873-1999، Mandy McClure (translator)، Cairo, Egypt: American University in Cairo Press، ص. 98–161، ISBN:9789774161469. {{استشهاد}}: الوسيط |ref=harv غير صالح (مساعدة)
- Elsadda، Hoda؛ Moghissi، Haideh؛ Elsadda؛ Valassopoulos، Anastasia (أغسطس 2010). "Dialogue section: Arab feminist research and activism: bridging the gap between the theoretical and the practical". Feminist Theory. Sage Publications. ج. 11 ع. 2: 121–127. DOI:10.1177/1464700110366803. مؤرشف من الأصل في 2019-12-15. {{استشهاد بدورية محكمة}}: الوسيط |ref=harv غير صالح (مساعدة)صيانة الاستشهاد: postscript (link)
- Elsadda، Hoda (2010). "Arab women bloggers: the emergence of literary counterpublics". Middle East Journal of Culture and Communication. Brill Publishers. ج. 3 ع. 3: 312–332. DOI:10.1163/187398610X538678. مؤرشف من الأصل في 2020-07-27. {{استشهاد بدورية محكمة}}: الوسيط |ref=harv غير صالح (مساعدة)صيانة الاستشهاد: postscript (link)
- Elsadda، Hoda (يونيو 2011). "A 'phantom freedom in a phantom modernity'? Protestant missionaries, domestic ideology and narratives of modernity in an Arab context". Rethinking History: The Journal of Theory and Practice, special issue: Public and Popular History. Taylor and Francis. ج. 15 ع. 2: 209–228. DOI:10.1080/13642529.2011.564821. مؤرشف من الأصل في 2020-01-25. {{استشهاد بدورية محكمة}}: الوسيط |ref=harv غير صالح (مساعدة)صيانة الاستشهاد: postscript (link)

## انظر ايضَا
- أدب عربي
- حقوق الإنسان
- مصر
- المرأة في الإسلام
- المرأة في الوطن العربي
- دراسات النوع الإجتماعي